# L'Île-Cadieux
Pour les articles homonymes, voir Cadieux.
L'Île-Cadieux est une ville située dans la municipalité régionale de comté de Vaudreuil-Soulanges dans le pays du Suroît en Montérégie au sud-ouest du Québec,.

## Histoire
L'île est fortement affectée lors des inondations printanières de 2017 au Québec.

## Géographie
La municipalité est située sur l'île Cadieux dans le lac des Deux Montagnes et fait partie de l'archipel d'Hochelaga. La superficie totale de la municipalité est de 8,9 km2 qui est en plus grande partie en eau, la superficie terrestre couvrant 0,57 km2 pour l'île elle-même,.

## Démographie
| 1986 | 1991 | 1996 | 2001 | 2006 | 2011 | 2016 | 2021 |
| ---- | ---- | ---- | ---- | ---- | ---- | ---- | ---- |
| 115  | 140  | 121  | 127  | 128  | 105  | 126  | 120  |

Le recensement de 2016 y dénombre 126 résidents, une augmentation de 20 % depuis 2011. Sur la longue période, la population fluctue sans direction précise à la hausse ou à la baisse.

## Administration

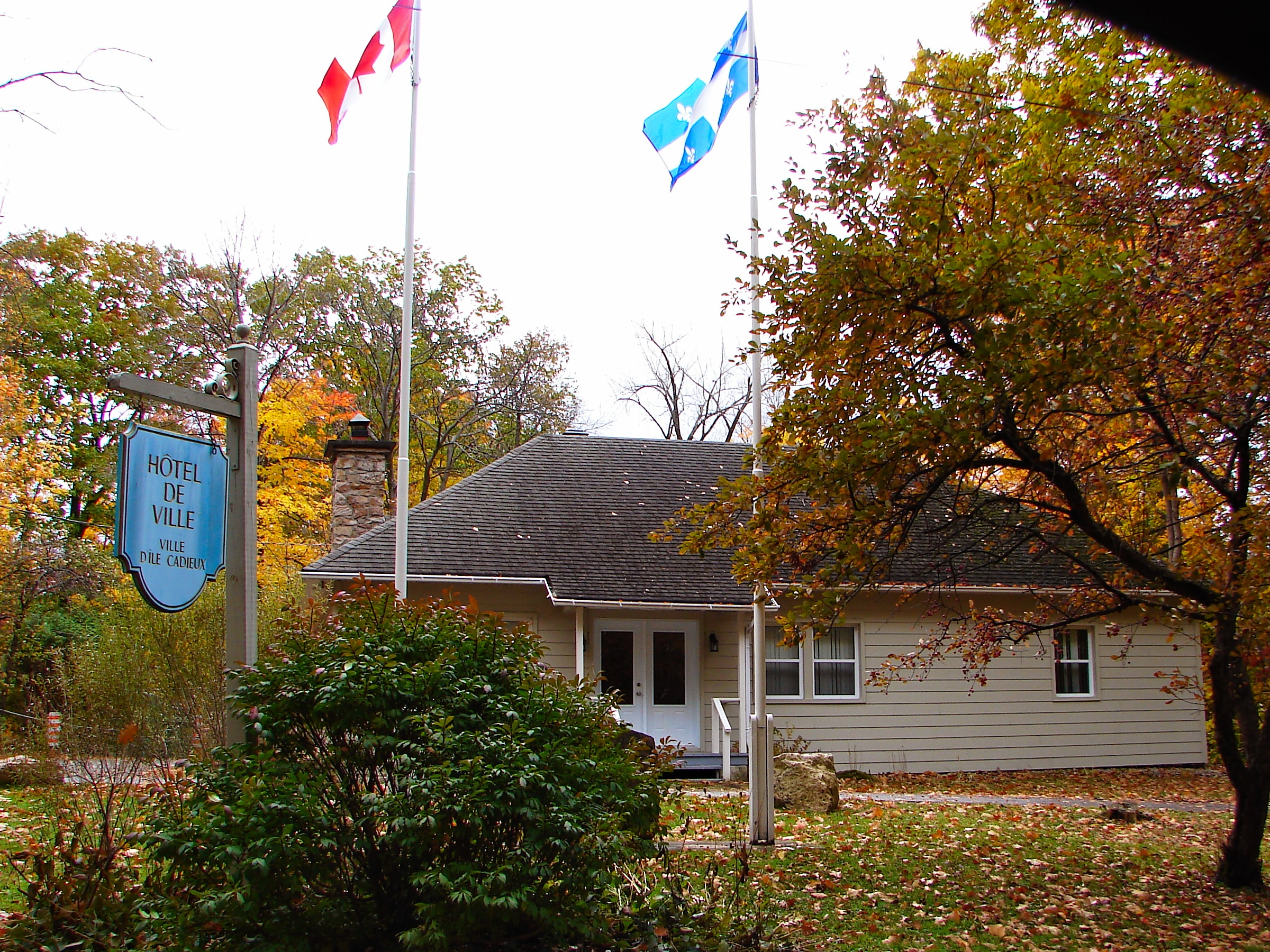
Mairie

Les élections municipales ont lieu tous les quatre ans en bloc, sans division territoriale. À l'élection de 2013, tous les membres du conseil municipal sont élus sans opposition.
| L'Île-Cadieux Maires depuis 2001                                                                                     |                  |         |          |
| Élection | Maire            | Qualité | Résultat |
| 2001 | Peter Jackson    |         | Voir     |
| 2005 | Marc-André Léger |         | Voir     |
| 2009 | Marc-André Léger | Voir    |          |
| 2013 | Paul Herbach     |         | Voir     |
| 2017 | Daniel Martel    |         | Voir     |
| 2021 | Daniel Martel    | Voir    |          |
| Élection partielle en italique Depuis 2005, les élections sont simultanées dans toutes les municipalités québécoises |                  |         |          |

|             | 2009-2013                                                       | 2013-2017                                                      |
| Maire       | Marc-André Léger                                                | Paul Herrbach                                                  |
| Conseillers | Ève-Marie Gigantes Paul Herrbach Jean-Pierre Lainé Ron McCarthy | Ève-Marie Gigantes Daniel Martel Jean-Pierre Lainé Brian Falus |

L'Île-Cadieux fait partie de la MRC de Vaudreuil-Soulanges. Elle est également incluse dans le territoire de la Communauté métropolitaine de Montréal et de la région métropolitaine de Montréal. Aux fins de représentation aux parlements, les votes des citoyens de L'Île-Cadieux sont comptabilisés dans la circonscription électorale de Vaudreuil à l'Assemblée nationale du Québec et à la circonscription de Vaudreuil-Soulanges à la Chambre des communes du Canada.

## Éducation
La Commission scolaire des Trois-Lacs administre les écoles francophones :
- École Saint-Michel et École Sainte-Madeleine à Vaudreuil-Dorion[9]

La Commission scolaire Lester-B.-Pearson administre les écoles anglophones :
- École primaire Mount Pleasant à Hudson[10].